# Julia Hamari
Julia Hamari (n. 21 noiembrie 1942, Budapesta, Regatul Ungariei) este o  mezzosoprană și altistă maghiară, cântăreață de operă și estradă. Este profesor academic de canto la Stuttgart.